# Чжан Фенлью
Чжан Фенлью (нар. 1 січня 1989, провінція Ляонін) — китайська борчиня вільного стилю, чемпіонка світу, дворазова бронзова призерка чемпіонатів Азії, переможниця, срібна та бронзова призерка Кубків світу, бронзова призерка Олімпійських ігор.

## Біографія
Боротьбою займається з 2003 року. Була срібною призеркою чемпіонату світу 2007 року серед юніорів.

## Спортивні результати на міжнародних змаганнях

### Виступи на Олімпіадах
| Змагання                    | Збірна | Вагова категорія          | Місце  |
| --------------------------- | ------ | ------------------------- | ------ |
| Літні Олімпійські ігри 2016 | Китай  | жіноча боротьба, до 75 кг | Бронза |

### Виступи на Чемпіонатах світу
| Змагання                        | Збірна | Вагова категорія          | Місце  |
| ------------------------------- | ------ | ------------------------- | ------ |
| Чемпіонат світу з боротьби 2008 | КНР    | жіноча боротьба, до 67 кг | 7      |
| Чемпіонат світу з боротьби 2013 | КНР    | жіноча боротьба, до 72 кг | Золото |

### Виступи на Чемпіонатах Азії
| Змагання                       | Збірна | Вагова категорія          | Місце  |
| ------------------------------ | ------ | ------------------------- | ------ |
| Чемпіонат Азії з боротьби 2008 | КНР    | жіноча боротьба, до 67 кг | Бронза |
| Чемпіонат Азії з боротьби 2009 | КНР    | жіноча боротьба, до 63 кг | Бронза |

### Виступи на Кубках світу
| Змагання                    | Збірна | Вагова категорія          | Місце  |
| --------------------------- | ------ | ------------------------- | ------ |
| Кубок світу з боротьби 2007 | КНР    | жіноча боротьба, до 67 кг | Золото |
| Кубок світу з боротьби 2013 | КНР    | жіноча боротьба, до 72 кг | Срібло |
| Кубок світу з боротьби 2014 | КНР    | жіноча боротьба, до 75 кг | Бронза |

### Виступи на інших змаганнях
| Змагання                               | Збірна | Вагова категорія          | Місце  |
| -------------------------------------- | ------ | ------------------------- | ------ |
| Міжнародний меморіал Дейва Шульца 2013 | КНР    | жіноча боротьба, до 72 кг | Золото |
| Міжнародний меморіал Дейва Шульца 2014 | КНР    | жіноча боротьба, до 75 кг | Срібло |
| Гран-прі Парижа з боротьби 2015        | КНР    | жіноча боротьба, до 75 кг | Бронза |
| Klippan Lady Open 2015                 | КНР    | жіноча боротьба, до 75 кг | Срібло |
| Гран-прі Іспанії з боротьби 2015       | КНР    | жіноча боротьба, до 75 кг | 7      |
| Тестовий турнір UWW 2016               | КНР    | жіноча боротьба, до 75 кг | Бронза |
| Золотий Гран-прі з боротьби 2016       | КНР    | жіноча боротьба, до 75 кг | Срібло |

### Виступи на змаганнях молодших вікових груп
| Змагання                                      | Збірна | Вагова категорія          | Місце  |
| --------------------------------------------- | ------ | ------------------------- | ------ |
| Чемпіонат світу з боротьби серед юніорів 2007 | КНР    | жіноча боротьба, до 67 кг | Срібло |